# Lattanzio da Rimini

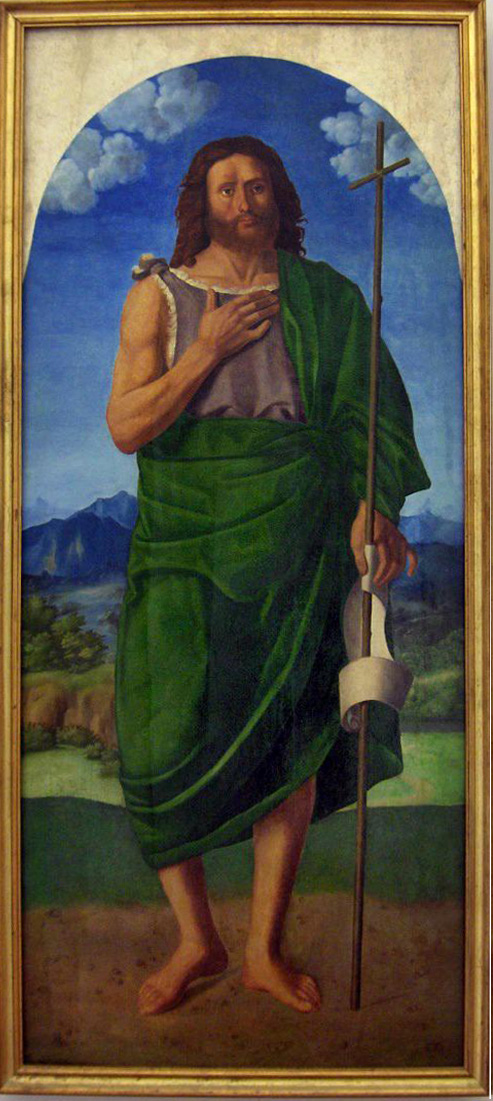
Saint Jean-Baptiste, musée de Rimini

Lattanzio da Rimini, actif de 1492 à 1524, est un peintre italien  principalement actif dans le style d'art de la Renaissance à Rimini et Venise.
Il est documenté comme assistant de Giovanni Bellini dans les décorations de la salle de réunion du Maggior Consiglio au Palais des Doges à Venise,  des fresques  détruites dans l'incendie de 1577. 
Une peinture de la Madonna con il Bambino tra i ss. Giovanni Battista ed Elisabetta est détruite à Berlin en 1945.